# Kōji Fujika
Kōji Fujika (japans 藤家 虹二, eigenlijk: 藤家 光嗣, bijnaam Mr. Clarinet (2 september 1933 - 24 oktober 2011) was een Japanse jazzklarinettist. Hij was actief in de swing en mainstream jazz.
Kohji Fujika werkte vanaf de jaren 50 in de Japanse jazzscene. In 1959 maakte hij zijn eerste plaatopnames. In 1976 begeleidde hij zanger Toshio Oida (It Was a Very Good Year), tevens trad hij dat jaar op met de band van Jimmy Takeuchi, in de jazzclub Birdland in Tokio. Onder eigen naam nam hij in 1978/79 het live-album Happy Session (ハッピー・セッション, Vols. 1 & 2) op, met musici als Akio Mitsui, Satoru Oda, Nobuhiko Arichika, Yoshitaka Akimitsu, Ikuo Shiozaki, Tsuneo Shibata en Jimmy Takeuchi. In de jaren 80 speelde hij bij Nobuo Hara. In 1987 nam hij een album met Benny Goodman-nummers op (Tribute to „King of Swing“ Benny Goodman, met Shin Kazuhara, Satoru Oda, Naoki Nishi, Ikuo Shiozaki, Susumu Takahashi, Harada, Mari Nakamoto, Sakae Mori en het Tokyo Union Orchestra onder leiding van Tatsuya Takahashi). In de jazz speelde hij tussen 1976 en 1987 mee op zeven opnamesessies. Hij trad tot halverwege het eerste decennium van de 21ste eeuw op.